# سن دیگو (کشتی)
سن دیگو (کشتی) (به انگلیسی: San Diego (ship)) یک کشتی بود که طول آن ۱۱۵ فوت (۳۵ متر) بود.